# Orkan
En orkan er oftest en kraftig tropisk storm med middelvindhastigheder over 32,6 m/s (ca. 117 km/t). Det svarer til vindstyrke 12 på Beaufort-skalaen. Tropiske orkaner optræder normalt ikke i Danmark. Almindelige lavtryk, som vi kender dem, kan imidlertid også indeholde vindstød af orkanstyrke. De seneste gange, sådanne lavtryk ramte Danmark, var den 3. december 1999, kendt som Decemberorkanen, den 8. januar 2005 (Orkanen Bertha), samt stormen Allan den 28. oktober 2013 og Stormen Bodil den 5. december 2013. Tropiske orkaner inddeles efter styrke på en skala fra 1 til 5 efter Saffir-Simpson-skalaen.
Tropiske orkaner begynder over de varme have (+26,5 °C). Varmen får luften til at stige til vejrs, mens der suges kold luft ind forneden. Den varme luft snor sig opad, og der dannes voldsomme tordenskyer. Området med storm kan være over 2.000 km bredt. Hele systemet begynder at rotere hurtigere og hurtigere. Den tropiske orkans center bevæger sig hen over jordens overflade med hastigheder op til 50 km i timen.
Den tropiske orkans centrum kaldes øjet. Her er der helt vindstille. Men lige uden for kan vindene nå hastigheder over 250 km/t. Når orkanen bevæger sig over hav, kan den rejse enorme havbølger. De kan blive op til 25 meter høje. Bølgerne udgør en stor fare for skibsfarten. Når stormen nærmer sig land, brydes bølgerne ind over kysten. De kan forårsage en stormflod og ødelægge bygninger og oversvømme landet. Det er som regel disse bølger, der er det farligste og mest dødbringende ved orkanen.
Orkaner inddeles i typer: fra type 1 med en vindhastighed fra 120 til 150 km/t til type 5 med en vindhastighed fra 260 til 300 km/t (se f.eks. DMI).

## De mest voldsomme i verden
Atlantiske orkaner over Caribien, kategori 5
- Orkanen Maria i september 2017[6]
- Orkanen Irma i september 2017[7]
- Orkanen Wilma i oktober 2005
- Orkanen Katrina i august 2005
- Orkanen Ivan i 2004[8]
- Orkanen Andrew i 1992[9]
- Orkanen Gilbert i 1988
- Orkanen Allen i 1980
- Labor Day stormen i 1935

Atlantiske orkaner over Caribien, kategori 4
- Orkanen Harvey i august 2017

## Typer af "storme"
Tropiske cykloner med maksimale, vedvarende overfladevindhastigheder mindre end 17 m/s (34 km/t, 39 mph) kaldes et tropisk lavtryk.
Når tropiske cykloner når overfladevindhastigheder på mindst 17 m/s (34 kt, 39 mph), kaldes de normalt en tropisk storm og gives et navn.
Hvis vindhastighederne når 33 m/s (64 kt, 74 mph), kaldes de orkaner.
I Nordamerika kan en tornado også kaldes en cyklon, men det undgås af deres meteorologer.

## Navngivning
Tropiske orkaner i Atlanterhavet eller østlige Stillehav kaldes hurricanes og bliver navngivet i alfabetisk orden. Den første hver sæson får et navn med A, den næste et navn med B og så videre. Fem bogstaver Q, U, X, Y og Z er udeladt for orkaner i Atlanterhavet. Q og U er udeladt for orkaner i det østlige Stillehav. Navne på orkaner kan pensioneres, hvis en orkan har krævet stor skade i et land, og det land ønsker, at navnet ikke anvendes om nye orkaner fremover fx orkanen Andrew.
Tidligere fik de tropiske orkaner kun pigenavne. Men nu får de hver anden gang et drengenavn.
Når de almindelige bogstaver er brugt op, anvendes bogstaver fra det græske alfabet, så de følgende orkaner kommer til at hedde Alfa, beta, gamma og så videre. Dette skete første gang i orkansæsonen 2005. Det er endnu ikke sket, at en orkan med et græsk navn er blevet pensioneret. Det er uklart, hvordan man vil navngive fremtidige orkaner, der burde have haft et pensioneret navn fra det græske alfabet.
Om en tropisk orkan er en hurricane eller en typhoon afgøres af det hav, hvor den befinder sig.
Tropiske orkaner i verdenshavene:
- På den nordlige halvkugle:
  - Hurricane i Atlanterhavet og det østlige Stillehav indtil den internationale datolinje.
  - Typhoon/Tyfon i det nordvestlige Stillehav til den internationale datolinje.
  - Very Severe Cyclonic Storm i det nordlige Indiske ocean og Arabiske hav.
- På den sydlige halvkugle:
  - Severe Tropical Cyclone omkring Australien.
  - Tropical Cyclone i det sydlige Indiske ocean og det sydvestlige Stillehav.

I meteorologi kan en cyklon være en af flere forskellige meteorologiske fænomener. Grundet ordets meteorologiske flertydighed, undgår de fleste meteorologer anvendelsen af termen cyklon uden beskrivelse.
Termen henviser normalt til en regnstorm, som er associeret med et område med relativ lavtryk. Cykloniske vinde roterer omkring et fælles centrum. Rotationen er mod uret på den nordlige halvdel af jordkloden – eller med uret på den sydlige halvdel (se Corioliseffekten).